# Sinophasma maculicruralis
Sinophasma maculicruralis är en insektsart som beskrevs av Chen, S.C. 1986. Sinophasma maculicruralis ingår i släktet Sinophasma och familjen Diapheromeridae. Inga underarter finns listade i Catalogue of Life.